# Криницкий, Евгений Иванович
Евгений Иванович (Янович) Криницкий (1863—1930, Ленинград) — русский контр-адмирал, участник Русско-японской и Первой мировой войн.

## Биография
- 1885 — Окончил Морской кадетский корпус с производством в мичманы.
- 1886 — Минный офицер 1-го разряда.
- 14 февраля 1904 — Прибыл в Порт-Артур. Командир миноносца «Сильный».
- Отличился при отражении «второй атаки брандеров» на Порт-Артур в ночь на 14 марта 1904 года: находящийся в дозоре миноносец под его командованием потопил торпедой один брандер и совместно с миноносцем «Решительный» вынудил ещё два выброситься в беспорядке на берег; но затем атакован двумя превосходящими его в артиллерии японскими миноносцами и с честью выдержал неравный бой, был ранен в руку[1].
- 28 марта 1904 — Капитан 2-го ранга.
- 8 мая 1904 — Командир 2-го отряда миноносцев Порт-Артурской эскадры.
- 10 июня 1904 — Временно заведующий 1-м отрядом миноносцев Порт-Артурской эскадры.
- 16 июня 1904 — Списан по болезни в госпиталь.
- 7 июля 1904 — Заведующий 2-м отрядом миноносцев Порт-Артурской эскадры.
- 18 декабря 1904 — Назначен в распоряжение начальника Отряда броненосцев и крейсеров.
- 19-20 июля 1906 — Во время восстания в Кронштадте получил колотую рану груди.
- 28 декабря 1909 — Капитан 1-го ранга.
- 1909—1912 — Командир минного заградителя «Ладога» (1-й Балтийский флотский экипаж).
- 1912—1915 — Командир крейсера «Богатырь».
- 24 декабря 1914 — Контр-адмирал за отличия в делах против неприятеля.
- 23 марта 1915 — Прикомандирован к Свеаборгской флотской роте для денежного довольствия.
- Октябрь 1918 — Уволен от службы «по болезни, от ран и контузий происшедшей».
- Работал электриком на заводе полиграфических машин.

Похоронен на Серафимовском кладбище.

## Награды
- Темно-бронзовая медаль «За труды по первой всеобщей переписи населения» (1897)
- Орден Святого Станислава 3-й степени (1898)
- Орден Святой Анны 3-й степени (1901)
- Орден Святого Станислава 2-й степени с мечами (12.12.1905) за оборону Порт-Артура
- Орден Святого Георгия 4-й степени (29.3.1904)
- Орден Святого Владимира 4-й степени за 25 ежегодных компаний, проведённых в офицерских чинах (1906).
- Орден Святой Анны 2-й степени (6.12.1910)
- Орден Святого Владимира 3-й степени (1913)
- Мечи к ордену Святого Владимира 3-й степени (24.12.1914)
- Офицерский крест ордена Почётного легиона (1914, Франция)
- Орден Святого Станислава 1-й степени (30.7.1915)
- Георгиевское оружие (18.4.1915)